# Laphria flava
Espèce
Laphria flava est une espèce d'insectes diptères prédateurs de la famille des Asilidae (ou mouches à toison).

## Description
Long d'environ 25 mm, l'adulte imite un bourdon particulièrement velu notamment sur la face antérieure de la tête, au-dessus et à l'arrière du thorax, au niveau des pattes dont les fémurs sont renflés.

## Distribution
Europe

## Biologie
L'imago vole de juin à septembre dans les bois de pins. On peut l'observer posé à l'affût d'insectes volants dont il se nourrit. La larve se développe dans les souches et le bois mort de pins.